# Supercoppa olandese 2017 (pallavolo maschile)
La Supercoppa olandese 2017 si è svolta il 1º ottobre 2017: al torneo hanno partecipato due squadre di club olandesi e la vittoria finale è andata per la terza volta consecutiva al Lycurgus.

## Regolamento
Le squadre hanno disputato una gara unica.

## Squadre partecipanti
| Squadra  | Qualificazione                             | Ultima partecipazione    |
| -------- | ------------------------------------------ | ------------------------ |
| Lycurgus | Vincitrice Eredivisie 2016-2017            | Supercoppa olandese 2016 |
| Orion    | Vincitrice Coppa dei Paesi Bassi 2016-2017 | Supercoppa olandese 2013 |

## Torneo
| 1º ottobre 2017 Alfa Sport Center, Groninga Durata: ? - Spettatori: ? | Lycurgus | 3 - 1 | Orion | 25-20, 20-25, 25-20, 25-22 |